# Medea (Ex Libris)
Medea is het tweede studioalbum van de Nederlandse symfonische metalband Ex Libris. Het is een Conceptalbum over de Griekse tragedie van Medea en haar geliefde Jason.

## Tracklist
1. Medea – 6:50
2. Murderess in Me – 7:38
3. On the Ocean's Command – 8:00
4. My Dream I Dream – 6:19
5. Song of Discord (met Damian Wilson) – 5:54
6. A Mother's Lament – 5:37
7. Daughter of Corinth – 7:52
8. A Tale Told... (Instrumentaal) – 2:12
9. From Rebirth to Bloodshed – 4:14

## Bezetting
Ex Libris
- Dianne van Giersbergen - zang
- Paul van den Broek - gitaar
- Koen Stam - keyboard
- Peter den Bakker - basgitaar
- Eelco van der Meer - drums

Gastmuzikanten
- Damian Wilson - zang op track 5